# Clinton (Arkansas)
Clinton es una ciudad en el Condado de Van Buren, Arkansas, Estados Unidos. Para el censo de 2000 la población era de 2.283 habitantes. La ciudad es la sede del condado de Van Buren. La ciudad fue nombrada en honor a DeWitt Clinton, un gobernador de Nueva York, quien construyó el Canal Erie.

## Geografía
Clinton se localiza a 35°35′11″N 92°27′28″O / 35.58639, -92.45778. Según la Oficina del Censo de los Estados Unidos, la ciudad tiene un área de 30 km², de los cuales 29,5 km² corresponde a tierra y 0,5 km² a agua (1,64%).

## Demografía
Para el censo de 2000, había 2.283 personas, 1.007 hogares y 626 familias en la ciudad. La densidad de población era 76,1 hab/km². Había 1.123 viviendas para una densidad promedio de 38,0 por kilómetro cuadrado. De la población 95,66% eran blancos, 0,09% afroamericanos, 0,74% amerindios, 0,13% asiáticos, 1,31% de otras razas y 2,06% de dos o más razas. 2,67% de la población eran hispanos o latinos de cualquier raza.
Se contaron 1.007 hogares, de los cuales 26,1% tenían niños menores de 18 años, 49,7% eran parejas casadas viviendo juntos, 8,8% tenían una mujer como cabeza del hogar sin marido presente y 37,8% eran hogares no familiares. 35,5% de los hogares eran un solo miembro y 20,6% tenían alguien mayor de 65 años viviendo solo. La cantidad de miembros promedio por hogar era de 2,22 y el tamaño promedio de familia era de 2,87.
En la ciudad la población está distribuida en 23,1% menores de 18 años, 7,5% entre 18 y 24, 23,8% entre 25 y 44, 23,6% entre 45 y 64 y 22,0% tenían 65 o más años. La edad media fue 42 años. Por cada 100 mujeres había 90,3 varones. Por cada 100 mujeres mayores de 18 años había 85,3 varones.
El ingreso medio para un hogar en la ciudad fue de $22.206 y el ingreso medio para una familia $30.792. Los hombres tuvieron un ingreso promedio de $24.750 contra $19.152 de las mujeres. El ingreso per cápita de la ciudad fue de $15.514. Cerca de 15,7% de las familias y 17,9% de la población estaban por debajo de la línea de pobreza, 21,7% de los cuales eran menores de 18 años y 16,7% mayores de 65.